# Mandocello
Mandocellon är tenorinstrumentet i mandolinfamiljen. Den förhåller sig till mandolinen på samma sätt som cellon förhåller sig till fiolen och är stämd i CGDA, precis som en cello. Den noteras oftast med basklav men också i tenorklav i det högre registret.

## Konstruktion
Mandocellon är i sitt utförande mycket lik mandolinen om än betydligt större. Den har fyra par strängar där varje par är stämt unisont med en mensur på mellan 57 och 63 centimeter.
Trots den relativt låga stämningen lämpar den sig väl för att spela både ackord och melodier och man knäpper strängarna med ett plektrum.